# Eremophea
Eremophea là chi thực vật có hoa trong họ Amaranthaceae.